# Музей Шпренгеля
Музей Шпренгеля (нем. Sprengelmuseum) — художественный музей искусства XX века в Ганновере.

## Коллекция
Первая очередь музейного комплекса была открыта в 1979 году, позднее, в результате второго (1992) и третьего (2014) этапов строительства, музейный комплекс значительно расширился. Искусство 1900-х — 1930-х годов представлено произведениями Пикассо, Клее, Малевича, Макса Эрнста, Фернана Леже, Макса Бекманна и ганноверского художника Курта Швитерса, чей архив хранится в музее с 1993 г. Широко представлены сюрреалисты, дадаисты и экспрессионисты.
Основу экспозиции музея составляет коллекция современного искусства Бернхарда Шпренгеля, подаренная им в 1969 году городу Ганноверу. Кроме того, Шпренгель оказал поддержку в строительстве здания музея.

## Галерея

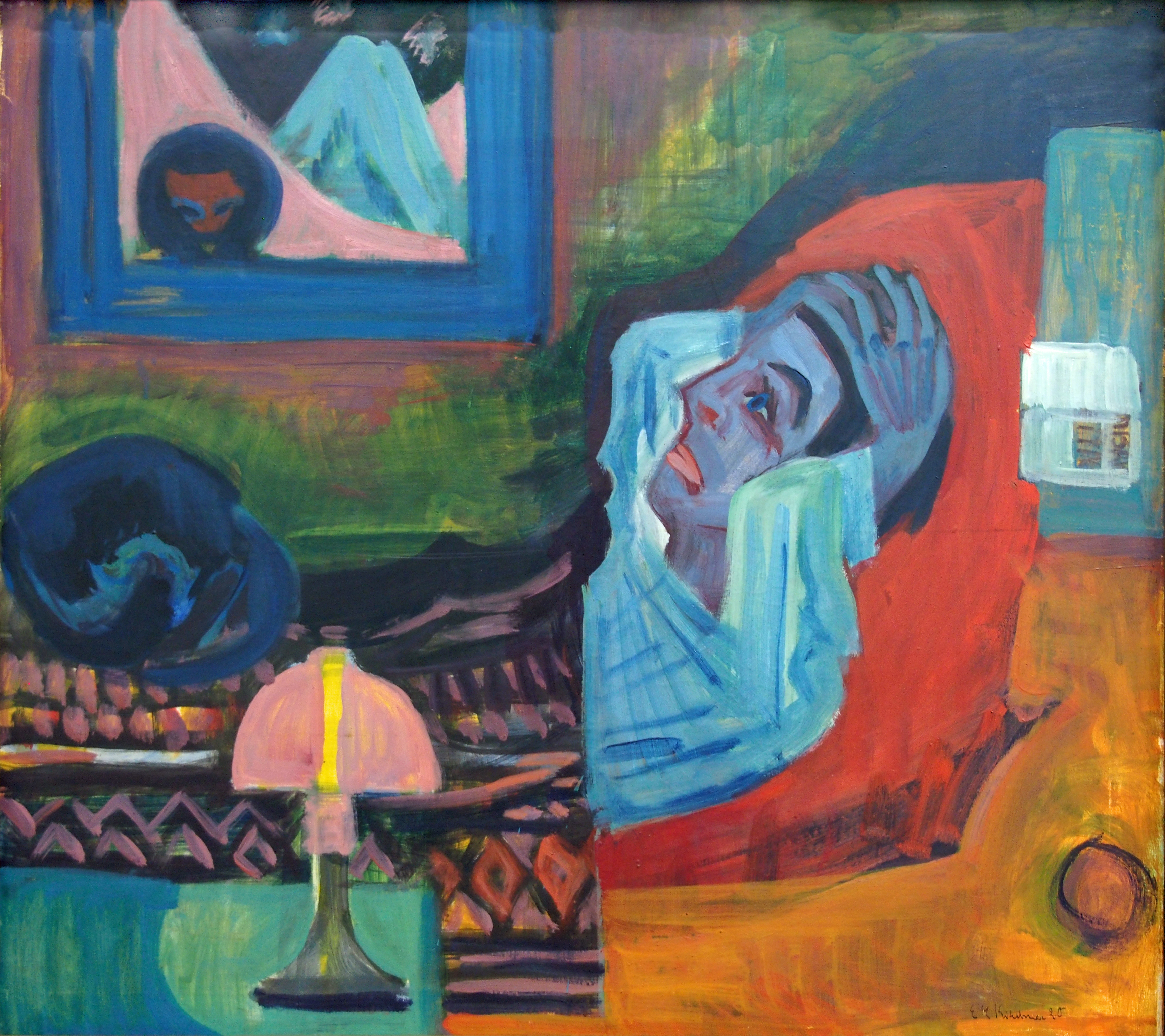
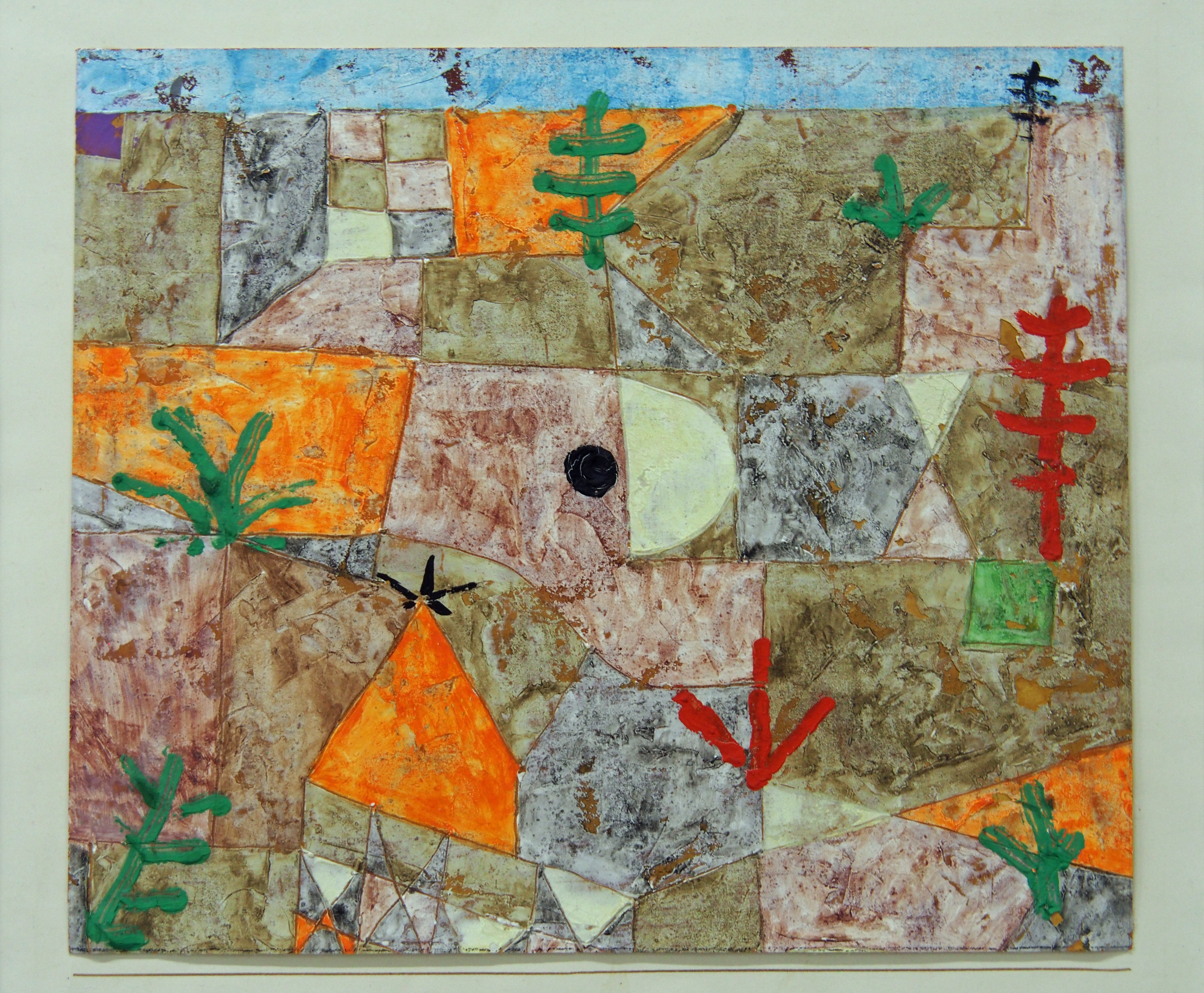
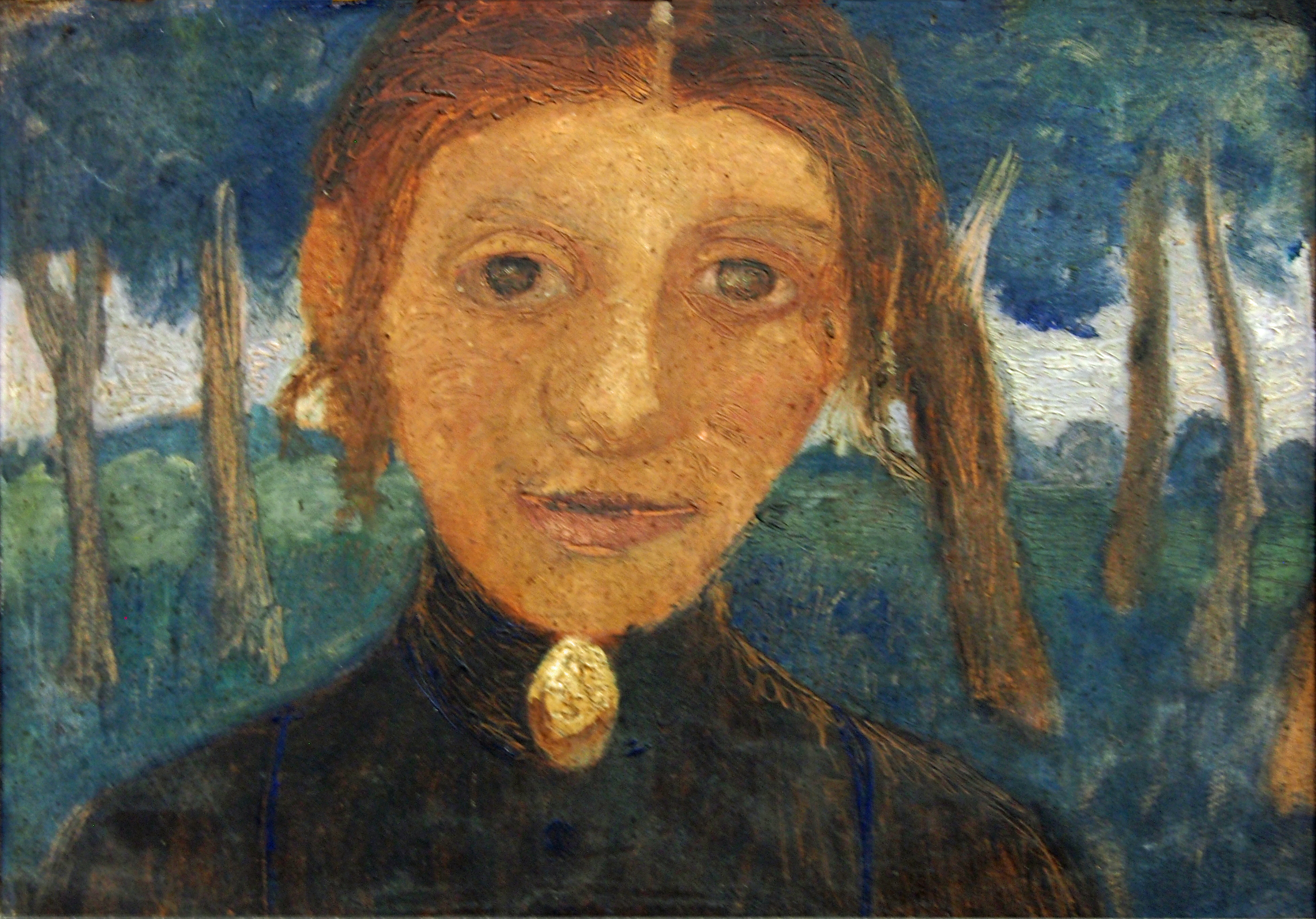